# Boaszek kubański
Boaszek kubański (Tropidophis melanurus) – gatunek węża z rodziny boaszkowatych (Tropidophiidae).

## Zasięg występowania
Boaszek kubański zamieszkuje Kubę i sasiednie wyspy, w tym Isla de la Juventud. 

## Charakterystyka
WyglądMa krępe ciało o szarej, brązowej lub płowej barwie.
Tryb życiaSpotykany w lasach i na obszarach o rzadszej roślinności. Prowadzi głównie naziemny tryb życia. Zaatakowany broni się, zwijając swoje ciało w kłębek i wydzielając z kloaki śluz o bardzo nieprzyjemnym zapachu.
PożywienieJego ofiary to płazy bezogonowe, jaszczurki, mniejsze węże i gryzonie.
RozmnażanieRaz w roku samica wydaje na świat do 8 młodych.